# Вестборо (переписна місцевість, Массачусетс)
Вестборо (англ. Westborough) — переписна місцевість (CDP) в США, в окрузі Вустер штату Массачусетс. Населення — 4255 осіб (2020).

## Географія
Вестборо розташоване за координатами 42°16′3″ пн. ш. 71°37′3″ зх. д. / 42.26750° пн. ш. 71.61750° зх. д. (42.267441, -71.617492).  За даними Бюро перепису населення США в 2010 році переписна місцевість мала площу 4,93 км², з яких 4,89 км² — суходіл та 0,04 км² — водойми.

## Демографія
Згідно з переписом 2010 року, у переписній місцевості мешкало 4045 осіб у 1753 домогосподарствах у складі 989 родин. Густота населення становила 820 осіб/км².  Було 1842 помешкання (373/км²).
Расовий склад населення:
| - 86,3 % — білих - 6,7 % — азіатів - 1,3 % — чорних або афроамериканців - 0,1 % — корінних американців - 3,6 % — осіб інших рас |

До двох чи більше рас належало 1,9 %. Частка іспаномовних становила 6,2 % від усіх жителів.
За віковим діапазоном населення розподілялося таким чином: 21,2 % — особи молодші 18 років, 65,0 % — особи у віці 18—64 років, 13,8 % — особи у віці 65 років та старші. Медіана віку мешканця становила 40,5 року. На 100 осіб жіночої статі у переписній місцевості припадало 90,3 чоловіків;  на 100 жінок у віці від 18 років та старших — 89,3 чоловіків також старших 18 років.
Середній дохід на одне домашнє господарство  становив 104 110 доларів США (медіана — 84 349), а середній дохід на одну сім'ю — 128 599 доларів (медіана — 114 063). Медіана доходів становила 72 778 доларів для чоловіків та 51 818 доларів для жінок. За межею бідності перебувало 3,4 % осіб, у тому числі 1,3 % дітей у віці до 18 років та 7,3 % осіб у віці 65 років та старших.
Цивільне працевлаштоване населення становило 2426 осіб. Основні галузі зайнятості: освіта, охорона здоров'я та соціальна допомога — 26,5 %, науковці, спеціалісти, менеджери — 15,5 %, виробництво — 11,7 %, роздрібна торгівля — 8,9 %.